# Веляни
Веляни (пол. Wielany) — село в Польщі, у гміні Крамськ Конінського повіту Великопольського воєводства.
Населення — 321 особа (2011).
У 1975-1998 роках село належало до Конінського воєводства.

## Демографія
Демографічна структура станом на 31 березня 2011 року:
|          | Загалом | Допрацездатний вік | Працездатний вік | Постпрацездатний вік |
| -------- | ------- | ------------------ | ---------------- | -------------------- |
| Чоловіки | 160     | 37                 | 105              | 18                   |
| Жінки    | 161     | 42                 | 86               | 33                   |
| Разом    | 321     | 79                 | 191              | 51                   |